# おしえて!ドクター・ルース
『おしえて!ドクター・ルース』（Ask Dr. Ruth）は、ライアン・ホワイト監督による2019年のアメリカ合衆国のドキュメンタリー映画である。ドイツ系アメリカ人のセックス・セラピストのルース・ウェストハイマーの人生とキャリアを捉える内容であり、原題は1987年の深夜に放送された彼女の番組と同一である。
プレミア上映は2019年1月25日に2019年サンダンス映画祭で行われた。カルガリー・アンダーグラウンド映画祭ではドキュメンタリー映画賞を獲得した。

## 内容
90歳の誕生日を迎えるドイツ系アメリカ人のセックス・セラピストのルース・ウェストハイマーの人生とキャリアが映し出される。

## キャスト
- ルース・ウェストハイマー（英語版）[5]

ドイツ系アメリカ人のセックス・セラピストであり、またホロコーストの生存者でもある。彼女はマスターベーション、同性愛者のセックス、陰核刺激の重要さといった進歩的な問題について議論し、ラジオ番組やテレビ番組にも出演する。彼女はベストセラーとなった『Sex for Dummies』を含む46冊の本を執筆している。

## 製作
2017年、ライアン・ホワイトはドキュメンタリーウェブ番組『キーパーズ』のプロモーションの最中にルース・ウェストハイマーのドキュメンタリーを製作するアイデアを思いついた。当初ホワイトは「90歳の老人が濃厚なドイツ語アクセントで性について率直に語る」こと以外ウェストハイマーについて何も知らなかった。

## 評価

### 興行収入
北米では公開初週末に9万3128ドル、1館あたり895ドルを売り上げた。第2週末は49.4%減少して4万7169ドルを売り上げた。オランダでは2019年8月16日に封切られ、1万6600ドルを売り上げた。ニュージーランドでも2019年8月16日に封切られて1100ドルを売り上げた。

### 批評家の反応
レビュー収集サイトのRotten Tomatoesでは70件の批評で支持率は94%、平均点は7.48/10となっている。Metacriticでの加重平均値は18件のレビューで68/100となっている。

### 受賞とノミネート
| 年   | 映画祭・賞                                                                         | 部門                   | 候補               | 結果       | 参照   |
| ---- | ---------------------------------------------------------------------------------- | ---------------------- | ------------------ | ---------- | ------ |
| 2019 | カルガリー・アンダーグラウンド映画祭                                               | ドキュメンタリー映画賞 | ライアン・ホワイト | 受賞       | [ 12 ] |
| 2019 | ホット・ドクス・カナディアン・インターナショナル・ドキュメンタリー・フェスティバル | ドキュメンタリー賞     | ライアン・ホワイト | ノミネート | [ 13 ] |
| 2019 | マイアミ国際映画祭                                                                 | ドキュメンタリー賞     | ライアン・ホワイト | ノミネート | [ 14 ] |